# Abraham Maslow
Abraham Harold Maslow (geboren 1. April 1908 in Brooklyn, New York City; gestorben 8. Juni 1970 in Menlo Park, Kalifornien) war ein US-amerikanischer Psychologe. Er gilt als ein Gründervater der Humanistischen Psychologie und führte den Begriff Positive Psychologie ein.

## Leben
Maslow war das älteste von sieben Kindern. Seine Eltern waren jüdisch-ukrainische Immigranten. Obgleich seine Eltern wenig Zugang zu Bildungseinrichtungen hatten, war ihnen Gelehrsamkeit wichtig. Die Familie lebte in New York City, in einem multiethnischen Arbeiterviertel. Maslow hatte mehrfach Begegnungen mit antisemitischen Gruppen und Banden, die ihn verfolgten und mit Steinen bewarfen.
Seine Kindheit beschreibt Maslow als unglücklich und isoliert. Er hatte keine Freunde und verbrachte viel Zeit in Bibliotheken.
Maslow studierte zunächst am City College of New York (CCNY) drei Semestern Jurisprudenz wechselte aber dann an die Cornell University und dann zurück ans CCNY. Gegen den Willen seiner Eltern heiratete er im Jahre 1928, Bertha Goodman (1903–1983), seine Cousine ersten Grades, die beiden hatten zwei Töchter.
Abraham und Bertha zogen nach Wisconsin, damit er die University of Wisconsin besuchen konnte. Hier begann er sich für Psychologie zu interessieren und seine Leistungen verbesserten sich. Maslow verbrachte einige Zeit bei Harry Harlow, der für seine Experimente mit Rhesusaffenbabys und dem Bindungsverhalten bekannt wurde.
Maslow studierte an der University of Wisconsin–Madison, wo er 1930 den Grad des B.A. und 1931 den des M.A. erhielt und 1934 in Psychologie promoviert wurde. 1937 erhielt er eine Professur am Brooklyn College der City University of New York und der Columbia University. An der Columbia University setzte Maslow setzte seine Forschungen zu ähnlichen Themen fort. Ein Mentor aus dieser Zeit war Alfred Adler. Von 1937 bis 1951 war Maslow Dozent am Brooklyn College. Sein Familienleben und seine Erfahrungen beeinflussten seine psychologischen Ideen. Nach dem Zweiten Weltkrieg reflektierte Maslow, wie Psychologen zu ihren Schlussfolgerungen kämen.
Im Jahre 1951 wechselte er zur Brandeis University nahe Boston. Dort war Maslow von 1951 bis 1969 Leiter der Psychologieabteilung der Brandeis University. In Boston lernte er auch Kurt Goldstein kennen, der in seinem Werk „Der Organismus“ (1934) die Idee der Selbstverwirklichung begründet hatte. Abraham Maslow, Charlotte Bühler und Carl Rogers gründeten 1962 die „Gesellschaft für Humanistische Psychologie“.
1967 wurde er als „Humanist des Jahres“ geehrt.
Maslow starb am 8. Juni 1970 an den Folgen eines Herzinfarkts.

## Leistungen
Er ist insbesondere durch die Maslowsche Bedürfnispyramide bekannt geworden, die ein Entwicklungsmodell der Hierarchie menschlicher Bedürfnisse darstellt. Sein Werk reicht jedoch weiter, insofern Maslow die Wissenschaft vom Menschen insgesamt neu orientieren wollte. Durch mehr als 100 Aufsätze und Bücher beeinflusste er nicht nur die akademische Psychologie, sondern auch angrenzende Bereiche wie Erziehung und Management. In seinen letzten Lebensjahren wurde er zu einem der Begründer der Transpersonalen Psychologie. In diesem Zeitraum ergänzte er die fünf Stufen der Bedürfnishierarchie um eine sechste, das Bedürfnis nach Transzendenz.
Maslow untersucht den Existentialismus, um daraus Erkenntnisse für Psychologen zu erhalten. Maslow versteht die existentielle Psychologie in zweierlei Hinsicht:
1. Sie lege einen radikalen Nachdruck auf das Konzept der Identität als einer Conditio sine qua non („Bedingung, ohne die nicht“) der menschlichen Natur sowie jedweder Philosophie oder Wissenschaft der menschlichen Natur.
2. Sie lege von Anfang an größeren Nachdruck auf das Erfahrungswissen als auf Begriffssysteme oder abstrakte Kategorien oder Aprioris.

Der Existentialismus beruht auf der Phänomenologie, d. h., er verwendet persönliche, subjektive Erfahrung als Grundlage für abstraktes Wissen.

### Bedürfnispyramide nach Maslow
Maslow hat aus seinem Menschenbild heraus ein Stufenmodell der Motivation entwickelt, welches sich in fünf Stufen unterteilt. Die physiologischen Bedürfnisse (Nahrung, Wärme usw.) sind die grundlegendsten und mächtigsten unter allen: „Die Bedürfnisse, die man gewöhnlich als Ausgangspunkt der Motivationstheorie benutzt, sind die sogenannten physiologischen Triebe.“
Danach folgen, sofern die physiologischen Bedürfnisse weitgehend bedient sind, Sicherheitsbedürfnisse. Unter Sicherheitsbedürfnissen (2. Stufe) wird „Sicherheit; Stabilität; Geborgenheit; Schutz; Angstfreiheit; Bedürfnis nach Struktur, Ordnung, Gesetz, Grenzen; Schutzkraft“ verstanden. Als Nächstes entstehen soziale Bedürfnisse (3. Stufe). „Wenn sowohl die physiologischen als auch die Sicherheitsbedürfnisse zufriedengestellt sind, werden die Bedürfnisse nach Liebe, Zuneigung und Zugehörigkeit auftauchen […]“ Im weiteren Verlauf können Bedürfnisse nach Achtung (4. Stufe) und Selbstverwirklichung (5. Stufe) bedient werden.
Maslow behauptet, dass es reale psychologische und funktionale Unterschiede zwischen den „höheren“ und „niedrigeren“ Bedürfnissen gebe. Die höheren Bedürfnisse zeichnen zwar den Menschen (im Gegensatz zu, z. B., dem Tier) spezifisch aus, sind aber nicht zwingend zu seinem Überleben notwendig. Die Bedürfnisse können auch nach Defizitbedürfnissen (essentiellen Bedürfnissen, 1. – 4. Stufe) und Wachstumsbedürfnissen (höheren Bedürfnissen) unterschieden werden; Defizitbedürfnisse müssen erfüllt sein, damit Zufriedenheit entstehen kann, die zusätzliche Erfüllung der Wachstumsbedürfnisse bedeutet über Zufriedenheit hinausführendes Glück.
Erst wenn die Defizitbedürfnisse sicher befriedigt sind und sich auf physischer Ebene Zufriedenheit in Form von höherer Lebenserwartung, weniger Krankheit und einer besseren Ernährungssituation einstellt, treten die Wachstumsbedürfnisse, die zuvor subjektiv weniger dringlich waren, in den Vordergrund. Ihre Befriedigung wiederum führt zu tieferem Glück, Gelassenheit, Reichtum des inneren Lebens und verstärkter Individualität. Des Weiteren haben die höheren Bedürfnisse und ihre Befriedigung erwünschte bürgerliche und soziale Folgen.
Maslows Bedürfnispyramide ist das wohl bekannteste Entwicklungsmodell, aber schon lange vor ihm wurden ähnliche Einteilungen von Bedürfnissen durch europäische Gelehrte vorgenommen, so vor allem in Lujo Brentanos Versuch einer Theorie der Bedürfnisse (1908). Bereits in der Antike führte Platon aus: „Das erste und größte aller Bedürfnisse ist aber die Beschaffung der Nahrung um der Existenz und des Lebens Willen … Das zweite dann die Beschaffung einer Wohnstätte, das dritte die von Kleidung und was dahin gehört.“ Darauf aufbauend entwickelt er die Bedürfnisse nach den höherwertigen Gütern Malerei, Stickerei, Gold und Elfenbein, nach Sicherheit, Wissen, Erziehung und Kunst. Später erweiterte Maslow dieses Modell und setzte über die Stufe der Selbstverwirklichung als oberste Stufe noch die Transzendenz (Erweiterung des Maslow Modells).

### Die Umsetzung von Selbstverwirklichung
Maslow beschreibt, dass in praktisch allen historischen und zeitgenössischen Theorien der Motivation Bedürfnisse, Triebe und motivierende Zustände allgemein als ärgerlich, irritierend und unerwünscht betrachtet werden. Dagegen lässt sich anführen, dass es eine Vielzahl von idiosynkratischen (individuell unterschiedlichen) Bedürfnissen gibt, die zur Selbstverwirklichung gehören. Daher sei – laut Maslow – die Theorie „Bedürfnis gleich Ärger“ nicht zutreffend.
Maslow sieht im Menschen ein noch kaum erkanntes, geschweige denn entwickeltes Potenzial zur Selbstverwirklichung, dessen Entfaltung zu größerer Reife, Gesundheit und Furchtlosigkeit führen würde:
„Selbstverwirklichende Menschen, Menschen also, die einen hohen Grad der Reife, Gesundheit und Selbsterfüllung erreicht haben, können uns so viel lehren, dass sie manchmal fast wie eine andere Rasse menschlicher Wesen erscheinen. Doch weil sie so neu ist, ist die Erforschung der höchsten Bereiche der menschlichen Natur und ihrer äußersten Möglichkeiten und Hoffnungen eine schwierige und gewundene Aufgabe. Sie hat für mich eine ständige Zerstörung liebgewordener Axiome mit sich gebracht, die unentwegte Auseinandersetzung mit scheinbaren Paradoxa, Widersprüchen und Zweideutigkeiten, manchmal auch den Zusammenbruch lang etablierter, fest geglaubter und scheinbar unangreifbarer Gesetze der Psychologie. Oft stellte sich heraus, daß es keine Gesetze waren, sondern nur Regeln für das Leben in einem Zustand milder und chronischer Psychopathologie und Ängstlichkeit, im Zustand der Behinderung und Verkrüppelung und Unreife, den wir nicht bemerken, weil die meisten anderen dieselbe Krankheit haben wie wir.“
Diese – aus Maslows Sicht noch sehr neue – Auseinandersetzung mit der höchsten Ebene menschlichen Seins und das ultimative Verwerfen etablierter Vorstellungen bezüglich unserer psychischen Verfasstheit sind also nötig, um zu wahrer Selbstverwirklichung zu gelangen und sich aus dem Zustand von Unreife, Ängstlichkeit und Krankheit zu befreien. Maßgeblich von den Ideen Maslows beeinflusst, hat sich von den USA ausgehend das Human Potential Movement entwickelt, bei dem die Entfaltung der menschlichen Persönlichkeit und Potentiale und die Sinnerfüllung des Lebens im Mittelpunkt stehen.

### Erkennen des Seins versus Erkennen des Defizits
Maslow beschreibt zwei unterschiedliche Modi des Erkennens:
„Im S-Erkennen (Erkenntnis des Seins) tendiert die Erfahrung oder das Objekt dazu, als ein Ganzes, als eine vollständige Einheit gesehen zu werden, losgelöst von den Beziehungen, von der möglichen Nützlichkeit, Zweckmäßigkeit und Angemessenheit. Sie wird wahrgenommen, als wäre sie alles, was es im Universum gibt, als wäre sie das ganze Sein, synonym mit dem Universum. Dies steht im Gegensatz zum D-Erkennen (Erkenntnis des Defizits), das die meisten menschlichen Erkenntniserfahrungen einschließt. Diese Erfahrungen sind fragmentarisch und unvollständig …“
„Wenn es eine S-Erkenntnis (Erkenntnis des Seins) gibt, muss man dem wahrgenommenen Gegenstand ausschließlich und voll seine Aufmerksamkeit widmen. Das kann man ‚totale Aufmerksamkeit‘ nennen […]“ (Vergleiche dazu auch Flow-Erfahrung.)
„Da das ganze Sein wahrgenommen wird, gelten alle jene Gesetze, die gültig wären, wenn der ganze Kosmos auf einmal erfaßt werden könnte. Diese Wahrnehmung steht in schroffem Gegensatz zur normalen Wahrnehmung. Hier schenkt man dem Objekt Aufmerksamkeit gleichzeitig mit allem anderen, was relevant ist.“
Das Erkennen des Seins entspricht dem ganzheitlichen, humanistischen Welt- und Menschenbild, auf dem Maslows Arbeit basiert.

### Weitere Leistungen
- Law of the instrument

## Motivation und Menschenbild
Einer Motivationstheorie liegt zumeist ein Menschenbild zugrunde, in dem die Frage diskutiert wird, was Motivation überhaupt ist und wie sie sich steigern lässt. Maslow basierte seine Theorien auf einem vom Humanismus geprägten Menschenbild; er behauptet, die humanistische Weltanschauung erscheine als eine neue und hoffnungsvolle, ermutigende Art und Weise, jedweden Bereich des menschlichen Wissens darzustellen.
Maslow postuliert, dass jeder Mensch grundsätzlich eine wesentliche, biologisch begründete innere Natur besitzt. Diese innere Natur ist bis zu einem gewissen Grad „natürlich“, gegeben und nur bis zu einem gewissen Grad veränderlich. Sie ist ein Gattungskriterium und nicht an sich gut oder böse. Die innere Natur, die gut oder eher neutral als schlecht ist, sollte gefördert werden anstatt unterdrückt. In einer Gesellschaft kann es zu einer Unterdrückung der inneren Natur des Menschen kommen, mit erheblichen Folgen; wird dieser wichtige Kern der Person verneint, kann dies zu Krankheit führen, weswegen Maslow dazu rät, dass Menschen ihre innere Natur wahrnehmen und frei ausleben können sollten.
Aus seinem Menschenbild heraus entwickelt Maslow eine noch viel breitere Weltanschauung und eine umfassende Lebensphilosophie, die sich in seiner Psychologie ausdrücken. Dabei betont Maslow die Ganzheitlichkeit des Menschen: Er führt aus, dass „der gesamte Einzelne motiviert ist und nicht nur ein Teil von ihm“. Maslow bezieht sich beispielsweise auf die Auswirkungen von Hunger, die den gesamten Menschen betreffen. Auf physischer Ebene ändert sich beispielsweise die Wahrnehmung; hungrige Menschen nehmen Nahrungsmittel gezielter wahr, als sie es sonst tun würden. Wirkungen auf psychischer Ebene sind beispielsweise Anspannung und Nervosität.
Maslow schreibt, dass es nicht eindeutig möglich ist, den Begriff Motivation zu definieren. Dazu fehlen die notwendigen Messgeräte, um das Ausmaß der Motivation erfassen zu können.
„Die Probleme, mit denen sich die Autoren in diesem Bereich geplagt haben, wenn sie die Motivation zu definieren und einzugrenzen versuchten, sind die Folge der ausschließlichen Forderung nach beobachtbaren, äußeren Verhaltenskriterien. Das ursprüngliche Kriterium der Motivation und dasjenige, das noch immer von allen Menschen außer den Behavioristen verwendet wird, ist das subjektive. Ich bin motiviert, wenn ich ein Verlangen oder ein Bedürfnis oder eine Sehnsucht oder einen Wunsch oder einen Mangel verspüre“.
Maslow betont also die subjektive, nicht objektiv bestimmbare Dimension der Motivation:
„Noch ist kein objektiv feststellbarer Zustand gefunden worden, der mit diesen subjektiven Berichten halbwegs korreliert, d. h. noch hat man keine taugliche behavioristische Definition von Motivation gefunden. Zum Glück jedoch können wir den Menschen danach fragen, und es gibt keinen Grund auf der Welt, warum wir es nicht tun sollten, solange wir keine besseren Informationsquellen haben“.

## Schriften (Auswahl)
- Cases in Personality and Abnormal Psychology. Brooklyn College Press, New York 1938.
- mit Bela Mittelmann: Principles of Abnormal Psychology. The Dynamics of Psychic Illness. Harper and Brothers, New York 1941.
- Motivation and personality. Harper & Row, New York 1954; überarbeitete Ausgabe ebd. 1970.
  - Motivation und Persönlichkeit. Walter, Olten 1977, ISBN 3-530-54440-X; Rowohlt, Reinbek 1981, ISBN 3-499-17395-6.
- (Hrsg.): New Knowledge in Human Values. Harper & Row, New York 1959.
- Toward a Psychology of Being. D. Van Nostrand, Princeton NJ 1962.
- Psychologie des Seins. Ein Entwurf. Kindler, München 1973; Fischer-Taschenbuch-Verlag, Frankfurt 1985, ISBN 3-596-42195-0.
- Religions, Values and Peak-experiences. Ohio State University Press, Columbus 1964.
- Jeder Mensch ist ein Mystiker. Hammer, Wuppertal 2014, ISBN 978-3-7795-0488-7.
- Eupsychian Management. A Journal. Irwin, Homewood 1965.
- The Psychology of Science. A Reconnaissance. Harper & Row, New York 1966.
- Die Psychologie der Wissenschaft. Neue Wege der Wahrnehmung und des Denkens. Goldmann, München 1977, ISBN 3-442-11131-5.
- Farther Reaches of Human Nature. Viking Press, New York 1971.
- Verbunden trotz Abstand: Von Gipfelerlebnissen und mystischen Erfahrungen. gikPRESS bei BoD 2021, ISBN 978-3-7528-9935-1.